# 白石まみ
白石 まみ（しらいし まみ）は、日本の脚本家、小説家。神奈川県出身
。日本脚本家連盟会員。
神奈川県立厚木高等学校を経て早稲田大学教育学部国語国文学科卒業後、雑誌編集者を経て脚本家に転身。妹は歌手･司会者の白石のぞみ。

## 主な作品

### テレビドラマ
- 『87%』脚本協力（2005.1 - 3 NTV）
- 『ドラゴン桜』脚本協力（2005.7 - 9 TBS）
- 『花嫁は厄年ッ!』（2006.7 - 9 TBS）
- 『鉄板少女アカネ!!』（2006.10 - 12 TBS）
- 愛の劇場『再婚一直線!』（2008.06 TBS）
- テレビ愛知25周年記念ドラマ『青春カムバック！？メタボリック☆ばんど！』（2008.06）
- 『オー!マイ・ガール!!』（2008.10 - 12 NTV）
- 土曜ワイド劇場『刑事の妻〜デカツマ〜2』（2009.08 ANB）

### 書籍

#### ノベライズ
- こちら第三社会部（PHP研究所）
- サラリーマン金太郎（集英社）
- ロッカーズ（竹書房）
- 8月のクリスマス（ソニー・マガジンズ）
- 絶対恐怖 プレイ／ブース（竹書房）
- フラガール（メディアファクトリー）
- HACHI 約束の犬（講談社）
- 絶対零度〜未解決事件特命捜査〜（扶桑社）
- 絶対零度〜特殊犯罪潜入捜査〜（扶桑社）
- 東京家族（講談社文庫）
- マーガレット・サッチャー 鉄の女の涙（リンダパブリッシャーズ）
- 舞妓はレディ（幻冬舎文庫）
- 絶対零度〜未然犯罪潜入捜査〜上下巻（扶桑社）

#### 小説
- 欲ばりたい女たち（幻冬舎）
- 探し物は恋なんです（リンダパブリッシャーズ）
- 恋だけ見つからない（リンダパブリッシャーズ）
- 友だち、だよね？（徳間書店）
- ボニンブルーのひかり（河出書房新社）
- 編集女子クライシス（だいわ文庫）
- 青山５丁目レンタル畑（幻冬舎文庫）

#### その他
- 東大vs京大（新潮社）
- 花火写真集 〜片貝祭り〜（ぶんか社）

### 映画
- 『チェケラッチョ!!』脚本協力（2006.04）
- NEO MOVIES『調布空港』（2006.09）

### 舞台
- ナルペクト第11回舞台公演『チアローダー！〜みちなる人々〜』脚本（2010.06）